# 105 (число)
105 (Сто п'ять) — натуральне число між  104 та  106.

## У математиці
- 14-те  трикутне число.
- Добуток перших трьох непарних простих чисел ( 3 {\displaystyle *} 5{\displaystyle *} 7).

## У науці
- Атомний номер  Дубнію

## В інших областях
- 105 рік
- 105 до н. е.
- ASCII — код символу «i»